# Chetumal
Chetumal (del maya: Cháak te' éemal ‘Allí donde bajan las lluvias’) es una ciudad mexicana, capital del estado de Quintana Roo y cabecera del municipio de Othón P. Blanco, ubicada en la península de Yucatán a orillas de la bahía de Chetumal. Fue fundada bajo el nombre de Payo Obispo (en honor a Payo Enríquez de Rivera, obispo de Guatemala y virrey de la Nueva España) y conocida así desde 1898 hasta 1937, año en que recibe su denominación actual.
Funge como capital desde 1915 cuando fueron trasladados los poderes del territorio de Quintana Roo desde Santa Cruz de Bravo, y posteriormente como capital del estado desde su creación el 8 de octubre de 1974. Es sede de los poderes ejecutivo, legislativo y judicial, además de ser el principal punto fronterizo con Belice (vía marítima), lo que la ha llevado a tener una buena relación con el país vecino.

## Toponimia
Chetumal tiene dos posibles significados, la primera proviene del maya chakte, árbol rojo (caesalpinia platyloba), y maal, abundar, (del maya yucateco: Chakte mal ‘Donde crecen los árboles rojos’). La segunda traducción (igual del maya) es: Cháak, lluvia (como la deidad de la lluvia), te, adverbio de lugar: allá, y éemal, bajar, (del maya yucateco: Cháak te' éemal ‘Allí donde bajan las lluvias’).

## Elementos identitarios

### Orígenes
Al inicio de su fundación fue llamada Payo Obispo en honor a Payo Enríquez de Rivera, vigésimo séptimo virrey de la Nueva España, que desembarcó en la bahía de Chetumal en su camino a la villa de Bacalar, y que por mucho tiempo fue conocida así la región donde actualmente se asienta la ciudad. 

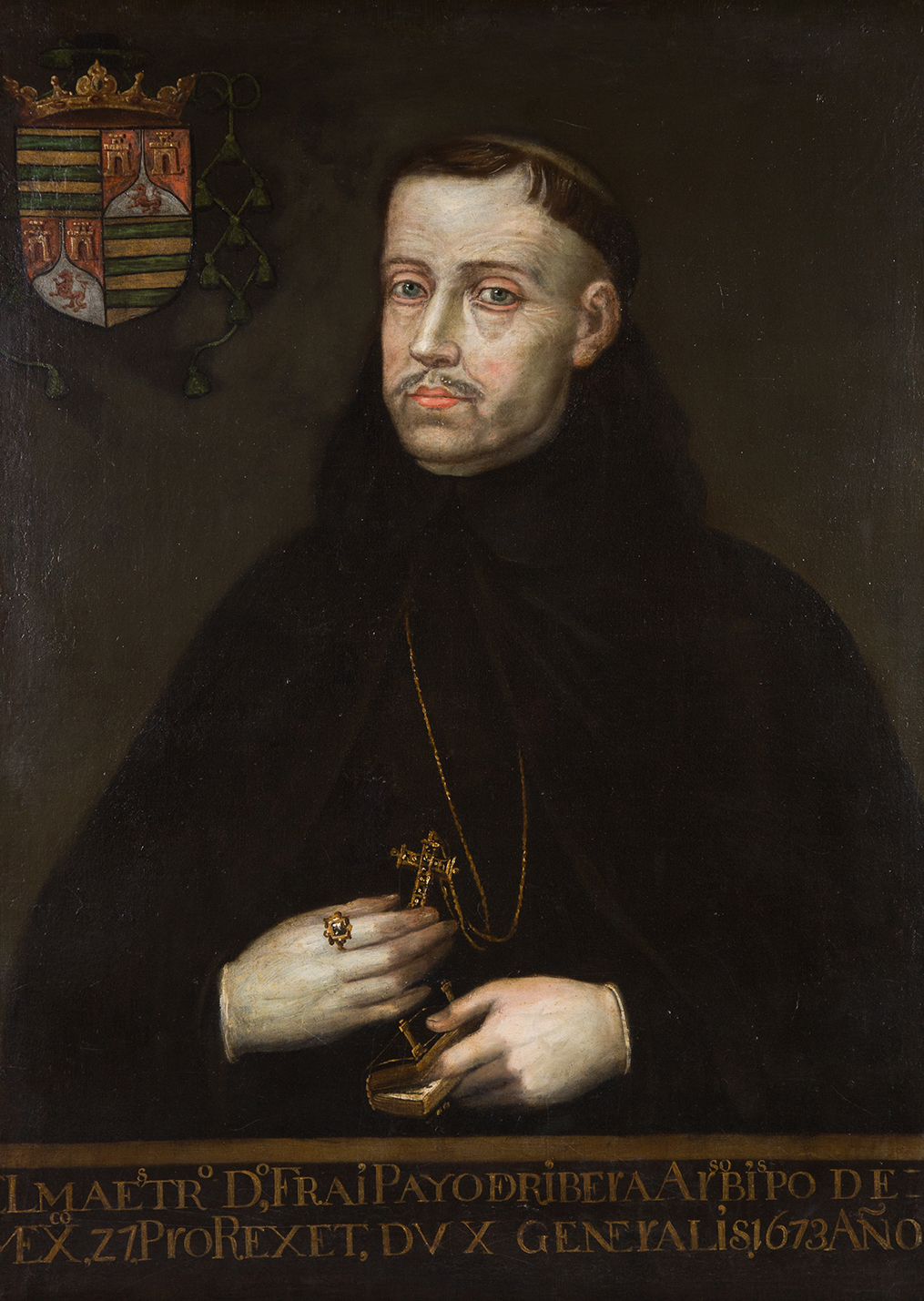
Payo Enríquez de Rivera, virrey de la Nueva España.

Posteriormente, el 16 de febrero de 1937, el gobernador Rafael E. Melgar mediante un decreto rebautiza a la población como Chetumal, en honor al Pontón que sirvió como aduana en la frontera y en la que el vicealmirante Othón P. Blanco operó, a su vez, el nombre es una corrupción de Chactemal, kuchkabal que correspondía al sur de Quintana Roo y norte de Belice.

### Escudo
El escudo representativo de la ciudad y municipio muestra, en fondo blanco, el glifo de un caracol (de color amarillo) en referencia a la abundancia de éste y de la cultura maya que habitó la región (y que igual se puede ver en el escudo del estado). 

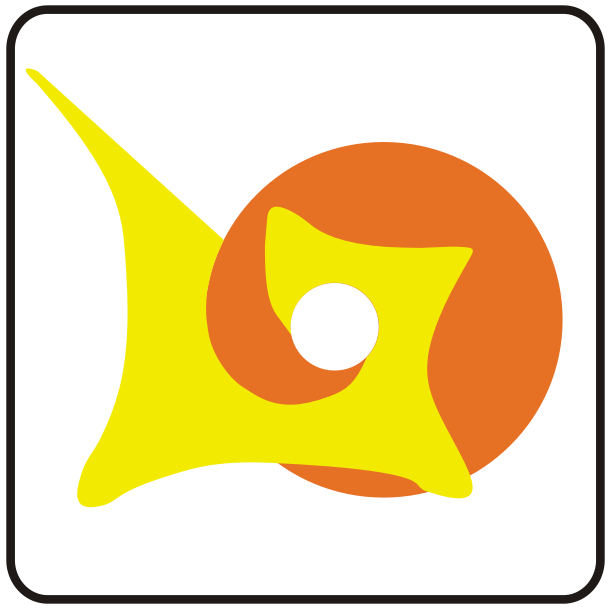
Escudo de la ciudad de Chetumal y el municipio de Othón P. Blanco.

Detrás del glifo se aprecia un disco de color rojo en forma de O, representando la inicial del vicealmirante Othón Pompeyo Blanco Núñez de Cáceres, a quien se le reconoce como el fundador de la ciudad de Chetumal y pacificador de la región.

## Historia

### Época prehispánica

División de las jurisdicciones mayas en el siglo XVI según Ralph Roys.

Los orígenes de Chetumal se remontan al periodo Clásico mesoamericano (320-946 d. C.), cuando los itzaes ocuparon este territorio selvático. 
La región donde actualmente se asienta Chetumal, inmediatamente antes de la llegada de los españoles fue un cacicazgo maya denominado Chactemal (nombre de donde procede el actual de la ciudad), que controlaba lo que hoy es el sur de Quintana Roo y el norte de Belice, su cabecera política no ha sido fijada con precisión. Después de la caída de la Confederación de Mayapán este territorio fue dominado por los putunes, quienes consolidaron a la región de Bacalar y Chetumal (o Chactemal como se conocía en esa época), como una importante zona agrícola. El último cacique que gobernó Chactemal fue Nachán Can, a quien le fueron obsequiados como esclavos dos sobrevivientes de un naufragio español: Gonzalo Guerrero y Jerónimo de Aguilar.
Gonzalo Guerrero a diferencia de Aguilar, se asimiló totalmente a la nueva sociedad en que vivía, aprendió el idioma maya y pronto enseñó a los guerreros de Nachán Can tácticas de guerra en que combinaba las tácticas propias mayas con las españolas. Por su conocimiento de la forma de guerrear de los españoles le fue de gran utilidad para combatirlos con éxito, logrando el aprecio y la admiración de Nachán Can quien lo hizo jefe de sus ejércitos e incluso le dio en matrimonio a una de sus hijas, Zazil Há. Gonzalo Guerrero y Zazil Há tuvieron varios hijos, que son conocidos como los primeros mestizos. Por este motivo Chetumal fue posteriormente llamada, "la cuna del mestizaje". Este hecho es mencionado en el Himno a Quintana Roo:

Esta tierra que mira al oriente
cuna fue del primer mestizaje
que nació del amor sin ultraje
de Gonzalo Guerrero y Za'asil."

### Época de la Colonia

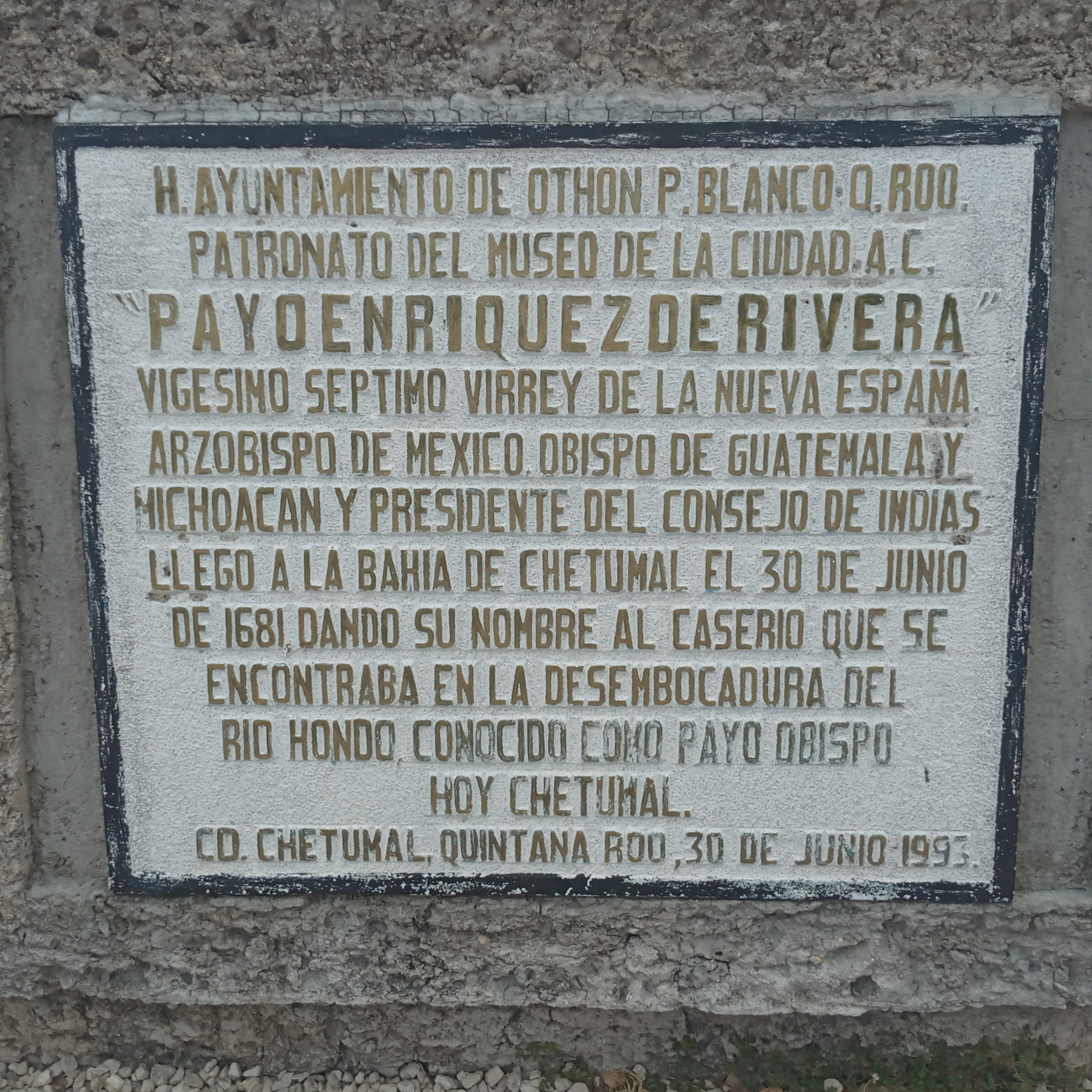
Placa conmemorativa que habla acerca de la historia de Chetumal y el origen del nombre de Payo Obispo.

Lo apartado de la región y la combatividad de los mayas hizo que los españoles nunca lograran su sometimiento total y por lo tanto no lograron establecer asentamientos permanentes. Se intentaron fundar varias poblaciones, una de ellas fue la Villa Real de Chetumal, que se encontraba a orillas de la bahía de Chetumal y sobre la zona arqueológica de Oxtankah (Posible capital de Chactemal), sin embargo la presencia maya hizo difícil que la villa creciera, por lo que fue abandonada. Actualmente, como seña de historia colonial, en la zona arqueológica se encuentra en ruinas una iglesia. 
El 30 de junio de 1681 desembarcó en la bahía Payo Enríquez de Rivera quién se convertiría en virrey de la Nueva España. Desde entonces se le dio su nombre a la punta y caserío que se encontraba a orillas del Río Hondo.
Durante toda la época colonial se tuvo reporte de pequeños núcleos poblacionales, sin embargo la única población estable fue la ciudad de Bacalar, fundada junto a la laguna del mismo nombre. La ciudad era protegida por el Fuerte de San Felipe, con lo cual pudo resistir los ataques de los mayas y de los piratas ingleses que utilizaban la región como escondite, dando origen a la colonia de Honduras Británica. Bacalar logró permanecer habitado hasta 1848, cuando al estallar la Guerra de Castas los rebeldes mayas la atacaron y dieron muerte a muchos habitantes blancos y mestizos, los sobrevivientes huyeron a Corozal, Honduras Británica, donde permanecieron refugiados. Desde entonces y hasta 1898, la región fue ocupada únicamente por los mayas.

### Fundación

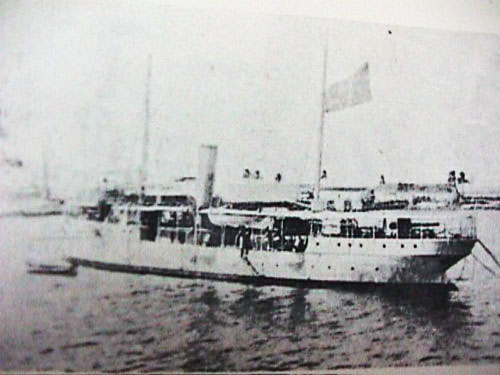
Imagen alegórica al Pontón Chetumal.

El gobierno de Porfirio Díaz decidió terminar con aquella situación, resolviendo combatir a los mayas rebeldes y para lograrlo estableció definitivamente los límites con Honduras Británica en el Río Hondo, de acuerdo a un tratado firmado en 1893, además separó del estado de Yucatán el nuevo Territorio Federal de Quintana Roo y envió al ejército a combatir a los mayas.
El primer paso para poder combatirlos era impedir el tráfico de armas procedentes de Belice y afirmar la soberanía mexicana en aquel extremo del territorio, por ello se resolvió construir un fuerte y sección aduanal en el punto en que el río Hondo desembocaba en la bahía de Chetumal y que era conocido como Payo Obispo, un oficial de la armada, Othón P. Blanco, sugirió que como era un lugar inexplorado y sin ninguna seguridad de como sería el terreno, mejor sería enviar al lugar un pontón que anclado en el punto de la bahía o el río Hondo, pudiera servir como cuartel y sección aduanal mientras se lograba un establecimiento permanente, además el pontón permitiría una movibilidad rápida y ampliar la vigilancia. La sugerencia de Blanco fue aceptada y además se le nombró comandante de tal pontón y jefe de la operación; el pontón fue construido en Nueva Orleáns y Blanco le dio el nombre de Pontón Chetumal, como recuerdo al nombre maya de la región. Salió de Nueva Orleáns a finales de 1897 y tras hacer escalas en Progreso, Yucatán y Cozumel, arribó a la desembocadura del río Hondo el 22 de enero de 1898.

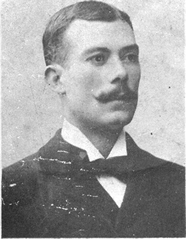
Othón Pompeyo Blanco Núñez de Cáceres, fundador de Payo Obispo.

Othón P. Blanco organizó rápidamente la guarnición y ordenó comenzar con el desmonte de la costa, cubierta de manglar, para poder establecer una población permanente en tierra firme, además entró en contacto con los mexicanos residentes en Corozal, sobrevivientes de la matanza de Corazal por la Guerra de Castas, se les comunicó sus propósitos de establecer una nueva población, invitándolos a regresar a México ya que en el país de Honduras Británicas (Hoy Belice).
Finalmente, Othón P. Blanco fundó oficialmente la nueva población, el 5 de mayo de 1898, con vecinos provenientes de Corozal y de otros lugares de la península y le dio el nombre de Payo Obispo, como ya era conocida la región. Sobre el origen de este nombre se menciona que procede de Fray Payo Enríquez de Rivera, quien fuera Arzobispo de México y Virrey de la Nueva España, pero que cuando era Obispo de Guatemala llegó a hacer una visita a Bacalar, desembarcando en el punto que recibió su nombre.

### Primeros años
Payo Obispo fue en sus inicios una pequeña localidad fronteriza, dedicada fundamentalmente a la vigilancia de la frontera y cuyas actividades económicas se concentraban en la explotación de recursos de la selva como el chicle o el palo de tinte, la comunicación con el interior era únicamente por vía marítima, hacía el puerto de Vigía Chico, donde un ferrocarril enlazaba con la capital del territorio, Santa Cruz de Bravo, o más al norte Cozumel o Progreso.
Las casas eran de madera y de estilo inglés caribeño, como en Belice o Jamaica, construidas sobre el nivel del suelo y pintadas de colores brillantes y con celosías de madera en las ventanas. El agua potable era colectada de la lluvia mediante aljibes y cisternas, de las cuales cada casa solía tener una, aunque lo más común era tener un curvato, elemento hecho de madera y que se encontraba siempre a un costado de las viviendas. Posteriormente fue construido un gran aljibe público.

### Desarrollo
El desarrollo definitivo de Payo Obispo se dio cuando el gobernador de Yucatán, Salvador Alvarado, resolvió regresar a los mayas la ciudad de Santa Cruz de Bravo, que en ese momento pertenecía a Yucatán tras la supresión del Territorio de Quintana Roo y que al ser restablecido en 1915 la capital fue trasladada en consecuencia a Payo Obispo; con ello aumentó la población y la actividad económica, al establecerse las dependencias gubernamentales en la población.
Durante la década de 1920 y 1930 se dio una gran difusión a la exploración y desarrollo de Quintana Roo, pues constituía uno de los últimos lugares aún no desarrollados del país y muchos lo consideraban propicio para el establecimiento de los nuevos modelos que propugnaba la Revolución mexicana, sin embargo, aduciendo motivos financieros, el gobierno federal suprimió una vez más el Territorio de Quintana Roo y lo dividió entre Yucatán y Campeche, quedando Payo Obispo en este último estado, Payo Obispo entonces encabezó el movimiento que exigía el restablecimiento del territorio federal, solicitud atendida por Lázaro Cárdenas del Río que visitó la ciudad en 1934 como candidato a Presidente y que una vez hubo tomado posesión del cargo, restableció el territorio en 1935.
El nuevo gobernador, Rafael E. Melgar, promovió enormemente el desarrollo de la ciudad, a él se le debe la construcción de los primeros edificios de concreto, siendo estos el Palacio de Gobierno, el Hospital Morelos y la Escuela Belisario Domínguez, además desarrolló la actividad económica promoviendo el establecimiento de cooperativas de trabajadores dedicados a la explotación maderera, del caucho y del chicle, entre otros productos y que motivó el inicio de la emigración hacia Quintana Roo, promovida además para aumentar la población del territorio. Además, y de acuerdo con los postulados de la época, Melgar resolvió retirar todos los nombres de origen religioso a los pueblos y ciudades del territorio, siendo rebautizado Payo Obispo según decreto del 16 de febrero de 1937 con el nuevo nombre de Chetumal.
El desarrollo propiciado por Melgar, decayó en mayor o menor medida durante los siguientes gobiernos y por diversos motivos, pero el crecimiento de la ciudad siguió aumentando, pero se vio interrumpido el 27 de septiembre de 1955, cuando el huracán Janet de categoría 5 golpeó la ciudad, destruyéndola casi por completo, a excepción de los edificios de concreto, que fueron los únicos sobrevivientes y causando la muerte de alrededor de 500 habitantes. Tras el paso del huracán, Chetumal fue reconstruido como una ciudad moderna, dejando atrás su antiguo aspecto caribeño para renacer.
Durante los gobiernos de Aarón Merino Fernández, Javier Rojo Gómez y David Gustavo Gutiérrez el desarrollo continuó estableciendo la luz eléctrica, la pavimentación y las comunicaciones terrestres, además de una gran emigración de otras partes del país, promovida por el gobierno federal, sobre todo por el de Luis Echeverría Álvarez, con la intención de promover al Territorio Federal en Estado de la Federación, que fue finalmente hecho el 8 de octubre de 1974, constituyéndose Chetumal en la capital del nuevo estado de Quintana Roo.
Luego del huracán Janet de 1955 la ciudad de Chetumal renació con una nueva urbe, las casas de maderas quedaron en el pasado, y la población poco a poco creció; en los años 70 Chetumal creció demográficamente con una población de 23,685 a, diez años después la población crecería a 56,709. Las colonias como Adolfo Lopez Mateo, Barrio Bravo, y del bosque fueron de las poblaciones nuevas, unas en zonas altas, otras en zonas bajas. 
El Instituto Tecnológico Regional de Chetumal (I.T.R.) fue creado en 1975 a través de la demanda educativa del estado y la necesidad de coadyuvar en el desarrollo social, político y económico de la región. En septiembre de 1986, el Instituto Tecnológico de Chetumal, nace como parte del Sistema Nacional de tecnológicos, para quedar únicamente como instituciones de nivel superior, hoy en día se encuentra a  47 años de historia, aportando más de 10,000 profesionales en el año 2021-2022.
La Universidad Autónoma del Estado de Quintana Roo (UAEQROO) se fundó 31 de mayo de 1991 tras un decreto del gobernador del estado y en septiembre hay inicio de labores. Está catalogada entre las mejores instituciones de educación superior en México. La UQROO tiene una fuerte presencia en el Sistema Nacional de Investigadores.
En 2003 se inauguró la Plaza Las Américas Chetumal, que entró en operación con un presupuesto de  40 mdd, teniendo a Liverpool como su tienda ancla, con el objetivo de competir formalmente con la zona libre de Belice.y entre 2010 y 2011 se inauguró la plaza Bahía, cerca de la Bahía Chetumal.
El 21 de agosto del 2007, Chetumal volvería a tener el impacto de un huracán, esta vez de Dean. 

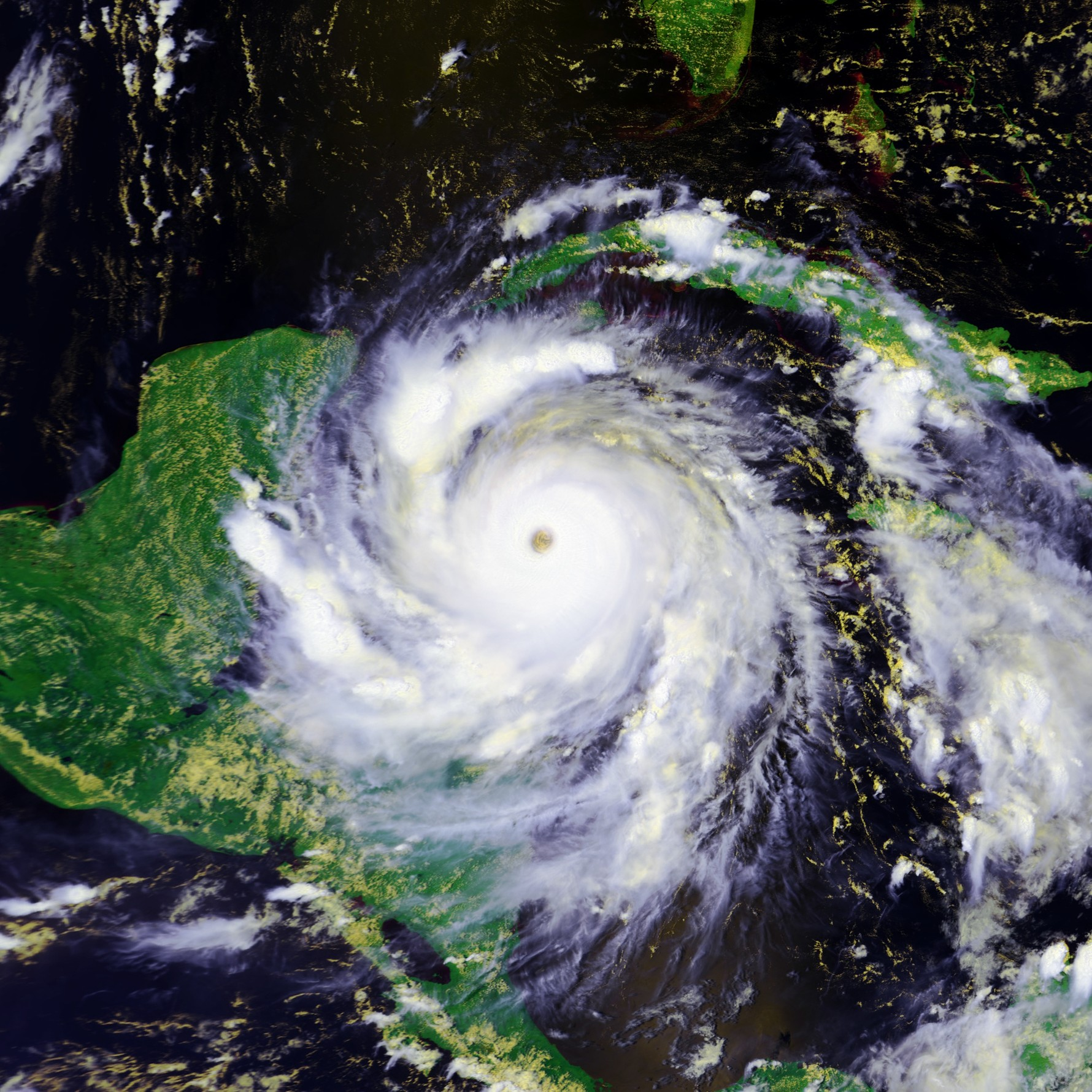
El Huracán Dean acercándose a la península de Yucatán el 20 de agosto de 2007.

Aproximadamente a las 3:30 de la madrugada tocó tierra en las costas de Mahahual con vientos de 280 km/h. A su paso por la ciudad causó destrozos masivos, derribo de árboles, postes eléctricos, anuncios publicitarios, bardas y techos, la bahía se desbordó inundando las calles aledañas, sin reportes de vidas perdidas, sin embargo, alrededor de ochocientas personas se quedaron sin casas.

## Geografía
La ciudad de Chetumal está situada en el extremo final de la costa del mar Caribe perteneciente a México, una de las tres capitales del país en el litoral, ubicada en el punto donde el río Hondo desemboca en la bahía de Chetumal; sus coordenadas geográficas son 18°30′13″N 88°18′19″O / 18.50361, -88.30528 y se encuentra a una altitud de 10 metros sobre el nivel del mar. Se localiza a 388 kilómetros al sur del centro turístico de Cancún, a 388 kilómetros al sureste de Mérida, Yucatán y una distancia aproximada de 1550 kilómetros al sureste de la Ciudad de México.

### Entorno
Chetumal se encuentra localizada en una zona plana como es característica en toda la península de Yucatán, dos de su extremos, el este y el sureste, culminan en la bahía de Chetumal, cuya costa es baja y pedregosa, cubierta en su mayor parte por el mangle, hacia el suroeste de la zona urbana se encuentra el cauce del río Hondo y su desembocadura, aunque no existe urbanización alguna en esa zona, la mayor parte de la ciudad se extiende hacia el norte y hacia el oeste, su territorio únicamente tiene una diferencia de altura situada a unos 200 metros de la costa, el resto es prácticamente plano, con alguna mínimas ondulaciones, esta zona permite la formación de aguadas y zonas pantanosas durante la época de lluvias. Chetumal no es atravesada por ninguna corriente de agua superficial diferente al río Hondo. Hacia el norte, la población se encuentra prácticamente conurbada con la localidad de Calderitas.

## Clima
La ciudad de Chetumal tiene un clima clasificado como Cálido subhúmedo con lluvias en verano, que es el que se registra en la totalidad continental del estado de Quintana Roo; la temperatura media anual que se registra es de 26,7 °C, el promedio anual más bajo que se ha llegado a registrar ha sido de 24,4 °C en 1965, mientras que el más elevado de 27,8 °C en 1997; la precipitación promedio anual es de 1307,5 mm de lluvia, siendo el menor promedio registrado de 793,5 mm en 1987 y el mayor promedio de 2186,5 mm en el año de 1954.
El clima se caracteriza por sus elevadas temperaturas la mayor parte del año y una elevada humedad. Se registra normalmente un fuerte calor durante la mañana y mediodía, para posteriormente registrar lluvias ligeras durante la tarde, abatiéndose la temperatura para tener noches frescas. Las estaciones del año tienen débil registro en Chetumal; sin embargo, durante el invierno los frentes fríos que alcanzan la ciudad se caracterizan principalmente por vientos y lluvias que pueden hacer descender la temperatura.
Chetumal es una ciudad susceptible de ser afectada por los huracanes, aunque por su situación geográfica lo es menos que el norte del estado de Quintana Roo, en la zona de Cancún y la Riviera Maya. El mayor desastre ocurrió en el año de 1955 cuando fue devastada por el huracán Janet, que destruyó la mayor parte de la ciudad, con excepción de las construcciones de concreto que entonces eran muy pocas; el huracán Janet significó por esa razón una transformación en el aspecto de la ciudad y en su desarrollo. La más reciente afectación se tuvo con el huracán Dean, que afectó mayormente las inmediaciones de la ciudad durante la madrugada y mañana del 21 de agosto de 2007.
| Parámetros climáticos promedio de Chetumal, Quintana Roo (1951-2010)            | Parámetros climáticos promedio de Chetumal, Quintana Roo (1951-2010) | Parámetros climáticos promedio de Chetumal, Quintana Roo (1951-2010) | Parámetros climáticos promedio de Chetumal, Quintana Roo (1951-2010) | Parámetros climáticos promedio de Chetumal, Quintana Roo (1951-2010) | Parámetros climáticos promedio de Chetumal, Quintana Roo (1951-2010) | Parámetros climáticos promedio de Chetumal, Quintana Roo (1951-2010) | Parámetros climáticos promedio de Chetumal, Quintana Roo (1951-2010) | Parámetros climáticos promedio de Chetumal, Quintana Roo (1951-2010) | Parámetros climáticos promedio de Chetumal, Quintana Roo (1951-2010) | Parámetros climáticos promedio de Chetumal, Quintana Roo (1951-2010) | Parámetros climáticos promedio de Chetumal, Quintana Roo (1951-2010) | Parámetros climáticos promedio de Chetumal, Quintana Roo (1951-2010) | Parámetros climáticos promedio de Chetumal, Quintana Roo (1951-2010) |
| Mes                                                                             | Ene.                                                                 | Feb.                                                                 | Mar.                                                                 | Abr.                                                                 | May.                                                                 | Jun.                                                                 | Jul.                                                                 | Ago.                                                                 | Sep.                                                                 | Oct.                                                                 | Nov.                                                                 | Dic.                                                                 | Anual                                                                |
| ------------------------------------------------------------------------------- | -------------------------------------------------------------------- | -------------------------------------------------------------------- | -------------------------------------------------------------------- | -------------------------------------------------------------------- | -------------------------------------------------------------------- | -------------------------------------------------------------------- | -------------------------------------------------------------------- | -------------------------------------------------------------------- | -------------------------------------------------------------------- | -------------------------------------------------------------------- | -------------------------------------------------------------------- | -------------------------------------------------------------------- | -------------------------------------------------------------------- |
| Temp. máx. abs. (°C)                                                            | 35.0                                                                 | 36.5                                                                 | 38.6                                                                 | 39.5                                                                 | 39.5                                                                 | 37.5                                                                 | 37.8                                                                 | 39.0                                                                 | 38.0                                                                 | 36.2                                                                 | 37.0                                                                 | 39.0                                                                 | 39.5                                                                 |
| Temp. máx. media (°C)                                                           | 28.5                                                                 | 29.5                                                                 | 30.7                                                                 | 32.1                                                                 | 32.7                                                                 | 32.3                                                                 | 32.4                                                                 | 32.8                                                                 | 32.5                                                                 | 31.5                                                                 | 30.0                                                                 | 28.8                                                                 | 31.2                                                                 |
| Temp. media (°C)                                                                | 23.4                                                                 | 24.4                                                                 | 26.1                                                                 | 27.9                                                                 | 28.7                                                                 | 28.6                                                                 | 28.5                                                                 | 28.6                                                                 | 28.3                                                                 | 27.0                                                                 | 25.2                                                                 | 23.8                                                                 | 26.7                                                                 |
| Temp. mín. media (°C)                                                           | 18.3                                                                 | 19.2                                                                 | 21.5                                                                 | 23.7                                                                 | 24.6                                                                 | 25.0                                                                 | 24.5                                                                 | 24.3                                                                 | 24.0                                                                 | 22.4                                                                 | 20.4                                                                 | 18.9                                                                 | 22.2                                                                 |
| Temp. mín. abs. (°C)                                                            | 6.0                                                                  | 5.0                                                                  | 7.3                                                                  | 9.0                                                                  | 16.0                                                                 | 18.5                                                                 | 19.0                                                                 | 18.0                                                                 | 18.0                                                                 | 12.5                                                                 | 10.0                                                                 | 0.0                                                                  | 0.0                                                                  |
| Precipitación total (mm)                                                        | 64.3                                                                 | 35.9                                                                 | 26.4                                                                 | 36.4                                                                 | 128.0                                                                | 192.7                                                                | 146.1                                                                | 143.7                                                                | 206.8                                                                | 169.0                                                                | 92.8                                                                 | 65.4                                                                 | 1307.5                                                               |
| Días de precipitaciones (≥ 0.1 mm)                                              | 9.1                                                                  | 5.8                                                                  | 3.8                                                                  | 3.8                                                                  | 8.0                                                                  | 13.6                                                                 | 14.0                                                                 | 13.5                                                                 | 15.8                                                                 | 14.4                                                                 | 11.1                                                                 | 10.1                                                                 | 123                                                                  |
| Fuente: Servicio Meteorológico Nacional. Actualizado el 8 de diciembre de 2016. |                                                                      |                                                                      |                                                                      |                                                                      |                                                                      |                                                                      |                                                                      |                                                                      |                                                                      |                                                                      |                                                                      |                                                                      |                                                                      |

## Educación
Actualmente Chetumal, cuenta con varios centros de educación de nivel superior como son los casos de.
- Universidad Interamericana para el Desarrollo (UNID).
- Universidad de Quintana Roo.
- Universidad Tecnológica de Chetumal.
- Instituto Tecnológico de Chetumal.
- Instituto Tecnológico de la Zona Maya.
- Universidad Pedagógica Nacional Unidad 231.

## Demografía
La ciudad de Chetumal tenía una población de 151 243 habitantes según el Censo de Población y Vivienda de 2010 realizado por el Instituto Nacional de Estadística y Geografía, de este total de población 74 273 eran hombres y 76 970 eran mujeres.
Asimismo, Chetumal presentó una población de 169 028 habitantes de acuerdo a los datos del censo del INEGI en el año 2020.
La ciudad de Chetumal es la quinta menos poblada de las capitales de los estados de México, superando a las ciudades de Colima, Guanajuato, Zacatecas, y Tlaxcala de Xicohténcatl.

## Puntos de interés

### Museos
- Centro Cultural de las Bellas Artes: localizado en el centro de la ciudad, este complejo cultural alberga el Museo de la Ciudad, el Teatro Minerva y el Paseo del arte, así mismo, es sede de la Escuela de Música y Artes, la Dirección de Museos, de Casas de Cultura y las oficinas administrativas. El edificio que actualmente ocupa el Centro Cultural de las Bellas Artes, fue desde 1939 y hasta 1989, la Escuela Belisario Domínguez, considerada como la primera escuela de Quintana Roo. Se trata de un edificio diseñado en forma de Z, con varios frentes, largos corredores y grandes pilares, adornado con bajorrelieves y frisos ornamentales obra del escultor colombiano Rómulo Rozo.
- Museo de la Ciudad: se encuentra en las instalaciones de la antigua escuela socialista Belisario Domínguez, el museo está dedicado a la exhibición de fotografías, utensilios y documentos que narran la historia de la fundación de la ciudad, desde sus orígenes en la Guerra de Castas y la llegada de Othón P. Blanco, hasta su desarrollo y época moderna.
- Teatro Minerva: es considerado el teatro más antiguo de la ciudad, se localiza en las instalaciones de lo que fue la escuela Belisario Domínguez, actualmente denominado Centro Cultural de las Bellas Artes. En el recinto se realizan obras de teatro, música, danza, espectáculos infantiles, festivales y conferencias.
- Paseo del Arte: corredor de galerías ubicado en el Centro Cultural de las Bellas Artes, edificio diseñado por el escultor Rómulo Rozo. Dentro de las muestras nacionales e internacionales más destacadas se encuentran los grabados del artista español Pablo Picasso, la exhibición de obras del artista michoacano Alfredo Zalce, y la exposición de cuadros realizados por el copista italiano Daniele Ermes Dondè.
- Museo de la Cultura Maya: ubicado en el centro de Chetumal en la Avenida Héroes, es considerado como el museo más grande y completo del estado dedicado a la cultura maya, cuenta con una importante colección de obras auténticas así como reproducciones de piezas clásicas, tiene 8 salas que narran el desarrollo de la cultura maya, sus orígenes, así como varios aspectos de su vida cotidiana, agricultura, comercio, ciencia, tecnología y cosmogonía. Además cuenta con salas para exposiciones temporales, auditorio y jardines.
- Poliforum Cultural Rafael E. Melgar: inaugurado en 2008 este edificio es sede de exposiciones temporales y muestras de cine, se encuentra sobre la Avenida Héroes, en el centro de la ciudad.
- Maqueta de Payo Obispo: es una maqueta a gran escala construida por Luis Reinhardt Mcliberty que representa a la ciudad de Chetumal en sus orígenes a principios del siglo XX, cuando recibía el nombre de Payo Obispo y era una pequeña población formada por casas de madera de colores vivos y estilo caribeño (muchas de ellas hoy en pie), con calles de terracería y cisternas en cada casa. Puede ser vista a través de vidrieras y está localizada en el Bulevar Bahía junto al edificio del Congreso del Estado.

### Monumentos
- Monumento a la Bandera: está localizado en la explanada del Palacio de Gobierno junto a la bahía de Chetumal, fue el primer monumento construido en Chetumal y está formado por un obelisco blanco que tiene una carátula de reloj en cada una de sus caras, este reloj fue el primero de su tipo que llegó a Quintana Roo llevado por el general Ignacio A. Bravo y colocado en Santa Cruz de Bravo y cuanto esta ciudad fue devuelta a los mayas el reloj se trasladó a Payo Obispo. Bajo cada una de las carátulas del reloj se encuentran inscritos los nombres de los principales héroes nacionales de las principales luchas de México: la Independencia, la Reforma, la Revolución mexicana y fundadores del estado de Quintana Roo.
- Monumento Cuna del Mestizaje: construido en la entrada de Chetumal, inicialmente en la intersección de la Carretera Federal 186 con la carretera que conduce a Subteniente López y Belice, tiene la forma de una pirámide maya sobre la cual se encuentran las estatuas de Gonzalo Guerrero, su esposa Zazil Há y los hijos de ambos. Este monumento fue removido durante la construcción del distribuidor vial que sustituyó a la glorieta que se encontraba en la intersección de la Carretera 186 y la Carretera a Belice, sin embargo se ubicó más adelante de la entrada de Chetumal y renovado.[21]
- Monumento a Andrés Quintana Roo: dedicado al insurgente en honor de quien recibe su nombre el estado, está ubicado en la división de las avenidas Álvaro Obregón e Insurgentes.
- Monumento a la Independencia: formado por una columna sobre la que descansa una representación de la Patria y las estatuas de Miguel Hidalgo, José María Morelos y otros héroes de la Independencia de México, está ubicado en la glorieta formada en el cruce de la avenida Álvaro Obregón y la avenida Andrés Quintana Roo.
- Monumento a Lázaro Cárdenas del Río: es una estatua dedicada a este expresidente de México, a quien se recuerda por haber restablecido el Territorio de Quintana Roo como entidad propia tras su segunda supresión. Esta en la glorieta del cruce de la calzada Veracruz y el bulevar Bahía.
- Monumento a Leona Vicario: es una estatua dedicada a Leona Vicario. Se localiza en la glorieta del cruce de la avenida Insurgentes y la avenida Héroes.
- Monumento al Pescador: uno de los más recientes, es una estatua que representa a un pescador al momento de recoger sus redes, está colocada en un montículo de piedra construido en el interior de la bahía de Chetumal, junto al bulevar Bahía acompañado por una fuente.
- Monumento al Renacimiento: Fuente que recuerda el paso del huracán "Janet", ocurrido el 27 de septiembre de 1955. La escultura muestra escombros, casas de madera a la deriva e incluso cadáveres. La destrucción casi total de la ciudad y la pérdida de 700 vidas humanas, convierten al huracán "Janet" en el peor desastre que ha vivido Chetumal, al grado que los lugareños dividen la historia en "antes y después de Janet". El monumento se encuentra al comienzo del bulevar Bahía.

### Parques
- Parque Ecológico: Se encuentra ubicado en las inmediaciones del Aeropuerto Internacional de Chetumal. Antiguamente albergaba venados pero estos fueron pasados al zoológico de la región. Aquí se pueden ver tortugas, conejos, palomas, etc. rodeado por varios árboles de diferentes especies. Aquí también se pueden practicar deportes, como trotar o caminar.
- Parque Zoológico Payo Obispo: Tiene su origen en el año de 1975 por iniciativa del entonces gobernador del estado Jesús Martínez Ross. Reabierto al público a partir de diciembre de 2010, después de una remodelación con un concepto temático basado en la representación y materialización del medio natural de los biomas o paisajes bioclimáticos distintivos de esta región. Localizado sobre avenida de los Insurgentes a un costado de la Unidad Deportiva del Instituto Tecnológico de Chetumal. Éste actualmente se encuentra bajo la dirección del biólogo Davez Roger Braga González.
- Parque del queso: Es uno de los parques más conocidos de esta ciudad. Fue remodelado en el 2008 poniéndole un parque para patinadores. Se localiza en la colonia Plutarco Elías Calles. La gente de la región le dio ese nombre porque las bases alrededor de los árboles tienen hoyos dándoles forma de queso.
- Parque de la Alameda: es uno de los parques más antiguos de la ciudad, ubicado en la avenida Álvaro Obregón a un costado del Palacio Municipal.
- Parque de los Caimanes: De los más antiguos, tranquilo parque arborizado, en su centro se encuentra una fuente que hace referencia a su nombre. También está una casona de madera que es La Casa de la Crónica. El parque cuenta con instalaciones deportivas como canchas de basquetbol y juegos infantiles. A un costado se encuentra el Jardín de Niños Benito Juárez. Cruzando la calle Othón P. Blanco se encuentra la catedral del Sagrado Corazón de Jesús.
- Parque de las casitas: Llamado así porque en esta colonia se crearon cientos de pequeñas casas de madera para ser habitadas por personas venidas del norte del país para la transición de territorio a estado. Es uno de los más concurridos por las familias chetumaleñas, cuenta con canchas de baloncesto en donde se llevan a cabo eventos artísticos y deportivos.

## Deportes
- Villa Deportiva CREA
- Gimnasio Nohoch Sukun
- Estadio de Béisbol Nachan Ka'an
- Estadio de Béisbol infantil 20 de Noviembre
- Estadio José López Portillo
- Estadio 10 de Abril
- Estadio 5 de Abril
- Campo de La Charca
- Unidad Deportiva del Bicentenario
- Unidad Deportiva José Guadalupe Romero Molina
- Fosa de Clavados
- Yalmakan FC
- Tigrillos de Chetumal

## Infraestructura

### Comunicaciones y transportes
La ciudad de Chetumal está comunicada con el resto del país por la Carretera Federal 186, de la que es punto terminal, la carretera tiene su origen en Villahermosa, Tabasco, desde donde enlaza con Escárcega y Xpujil, Campeche y desde ahí hasta Chetumal, es la principal vía de comunicación con la Ciudad de México y el resto del país, así como con las poblaciones del municipio de Othón P. Blanco, entre las cuales se encuentran Xul-Há, Carlos A. Madrazo y Nicolás Bravo. La carretera se encuentra en proceso de modernización para convertirse en una autopista de cuatro carriles.
La segunda carretera en importancia es la que comunica con la ciudad de Cancún, la Carretera Federal 307, que aunque formalmente no llega a entrar en la ciudad, debido a que entronca con la Carretera 186 a unos 15 km de la ciudad, su importancia es muy alta, por esta carretera Chetumal tiene comunicación hacia el norte del estado, con las principales zonas turísticas como Tulum, Playa del Carmen, así como Mérida, Yucatán, además de las poblaciones de Bacalar y Mahahual.
Dos carreteras estatales comunican a Chetumal con poblaciones cercanas, la más importante es la que conduce a Subteniente López desde la carretera 186 y de ahí a la Frontera con Belice, esta carretera es la principal vía de comunicación e intercambio comercial entre México y Belice, donde se encuentra en operación un nuevo puente internacional. Una segunda carretera estatal comunica a Chetumal al norte con las comunidades de la rivera de la bahía de Chetumal, la primera de las cuales es Calderitas, población que se encuentra prácticamente conurbada con Chetumal, desde ahí la carretera continúa hacia la zona arqueológica de Oxtankah y las comunidades de Laguna Guerrero, Luis Echeverría Álvarez y Raudales.
El Aeropuerto Internacional de Chetumal permite la comunicación vía aérea con el resto del país. Se encuentra localizado al extremo oriente de la ciudad, al final de la Avenida Revolución.

## Medios de comunicación
Chetumal es sede de:
- Sistema Quintanarroense de Comunicación Social
- Diario de Quintana Roo
- Novedades de Quintana Roo
- Covadonga Noticias Quintana Roo
- Grupo Estos Días

## Relaciones diplomáticas

### Consulados
- Consulado de Belice

#### Hermanamientos
La ciudad de Chetumal tiene relaciones de hermanamiento con las siguientes ciudades alrededor del mundo.
- Petén | Las Cruces, Guatemala (2014)[23]
- Petén | Melchor de Mencos, Guatemala (2014)[23]
- Belice | San Pedro (2003)[24][25]
- Belice | Ciudad de Belice (2013)[24]
- Orange Walk | Orange Walk Town (2013)[25][26]
- Huelva | Huelva, España (2010)[27]
- Países Bajos | Edam (2019)[28]
- Tamaulipas | Reynosa, México (2010)[29]
- Jalisco | Guadalajara, México (2011)[30]
- Tabasco | Tenosique de Pino Suárez, México (2015)[31]